# Introduction
Introducció (en coreà, 인트로덕션, romanitzat: Inteurodeoksyeon) és una pel·lícula dramàtica sud-coreana del 2021 escrita i dirigida per Hong Sang-soo. La pel·lícula és protagonitzada per Shin Seok-ho, Park Mi-so i Kim Min-hee. S'ha subtitulat però no doblat al català.
La pel·lícula es va projectar per primer cop al 71è Festival Internacional de Cinema de Berlín el març de 2021, on va guanyar l'Ós de Plata al millor guió. Es va estrenar als cinemes a Corea del Sud el 27 de maig de 2021.

## Sinopsi
En Youngho navega entre el seu somni, els dilemes amorosos i les expectatives dels seus pares: un acupuntor de prestigi amb qui manté una relació distant i una mare inquieta, que vol que se centri en la seva carrera. Quan la seva xicota, la Juwon, decideix viatjar a Berlín per estudiar disseny de moda, en Youngho la sorprèn amb una visita.

## Repartiment
El repartiment inclou:
- Shin Seokho com a Youngho
- Park Miso com a Juwon
- Kim Young-ho com al pare
- Gi Ju-bong
- Joo-Bong Ki com a vell actor
- Young-hwa Seo com a la mare de la Juwon
- Kim Min-hee com al pintor
- Cho Yoon-hee com a la mare d'en Youngho
- Ji-won Ye com a la infermera
- Ha Seongguk com a l'amic d'en Youngho, Jeongsoo

## Publicació
L'11 de febrer de 2021, la Berlinale va anunciar que la pel·lícula s'estrenaria al 71è Festival Internacional de Cinema de Berlín a la secció de la Competició de la Berlinale, el març de 2021.
La pel·lícula va ser seleccionada per a la seva projecció a la categoria "Vista del món" a l'11è Festival Internacional de Cinema de Pequín celebrat del 21 al 29 de setembre de 2021. També va ser seleccionada per a la categoria "Icona" al 26è Festival Internacional de Cinema de Busan celebrat del 6 al 15 d'octubre de 2021.

## Premis i nominacions
| Any  | Premi                                          | Categoria                  | Guanyador/nominat | Resultat  | Ref.   |
| ---- | ---------------------------------------------- | -------------------------- | ----------------- | --------- | ------ |
| 2021 | 71è Festival Internacional de Cinema de Berlín | Os de Plata al millor guió | Hong Sang-soo     | Guanyador | [ 9 ]  |
| 2021 | 30ns Premis Buil de Cinema                     | Millor pel·lícula          | Introduction      | Nominat   | [ 10 ] |
| 2021 | 30ns Premis Buil de Cinema                     | Millor actor novell        | Shin Seok-ho      | Nominat   | [ 10 ] |